# 美麗的呼聲聽證會
《美麗的呼聲聽證會》（英語：Red Diffusion Live 2016），副標題「一場事先張揚的命案」，是香港歌手黃耀明應亞洲電視台停播而舉行的音樂會；日期為2016年4月1日至3日，地點為麥花臣場館，合共三場，主辦單位是黃耀明主理的音樂製作公司人山人海，無贊助商。

## 背景
黃耀明被指從1989年專輯《神經》（達明一派時期）的〈排名不分先後左右忠奸〉起，就以「娛樂政治化」別樹一格；將大量政治符號和呼籲引入演唱會則始於2012年的兜兜轉轉演演唱唱會。
其時他表示不看電視但喜歡亞視劇集的歌曲，音樂會原本打算致敬黎小田、盧國沾等粵語歌曲先行者，他取得2016年4月1日的檔期後，把主題變更為「亞視之死」，並觸及背後的香港時事社會問題等。選擇麥花臣場館而非演唱會勝地紅館的原因是前者較容易找到檔期，而且他想策劃一場帶舞台劇元素和跟觀眾距離較近的表演。
3月，黃耀明釋出先行宣傳單曲：1981年麗的電視劇《浴血太平山》同名主題曲的翻唱。此曲由梁基爵編曲及監製，並呼應其上一次演唱會的主題「太平山下」。

## 音樂會概況
舞台是三面台，背後的矩形銀幕中間有一道裂縫。銀幕播放歌曲相應的時事新聞畫面，如銅鑼灣書店事件（《人在江湖》）、多名香港政治人物哭泣的照片（《鱷魚淚》）、「香港警暴」（《大丈夫》）等。
除了黃耀明的演唱和主持環節，音樂會亦穿插游學修主持的《今日死真D》、柳俊江主持的《百萬富翁》，以及《龍門陣》，都是對亞視著名節目的二次創作，內容除圍繞著「亞視之死」，還探討了香港普及文化的現狀 。音樂會的結尾亦播放了謝志峰、何式凝、梁天琦、黃之鋒、周耀輝、朱凱廸等人的錄像訪問，表達對香港的鼓勵。

### 音樂
黃耀明被指一如以往，改編別人的歌曲時，都會大刀闊斧改變編曲和演唱方式。曲風是電子、流行和搖滾音樂的結合，並強調管樂器。
影音網站SPILL的欄目作者吉茂隆認為新編曲有迴然不同的元素，如《大地恩情》的不協和鋼琴音符和被自動調諧過的歌聲、《天蠶變》與主旋律並行的鍵琴離調演奏等；亦有較貼近原編曲的，體現在《浮生六劫》、《變色龍》、《彩雲深處》、《巨星》等歌曲；並評：「整體來說樂團和各式電幻音效可謂非常合拍，顏色多變而風格統一」。

## 影音產品發行
同年6月24日，《殘夢》和《天蠶變》的現場版經數位下載平台發售，並發布音樂錄影帶。8月3日，《美麗的呼聲聽證會》發行（DVD連CD以及BD連CD兩版）。

### 收錄環節和歌曲
1. 賀年煙花
2. 浮生六劫 (原唱：葉振棠)
3. 戲劇人生 (原唱：葉振棠)
4. 今日死真D（游學修）
5. 找不著藉口 (原唱：葉振棠)、今日死真D（游學修）
6. 大地恩情 (原唱：關正傑)
7. 換到千般恨 (原唱：柳影虹)
8. 今日死真D（游學修）
9. 變色龍 (原唱：關正傑)
10. 關於黎小田與盧國沾
11. 殘夢 (原唱：關正傑)
12. 人在旅途灑淚時 (原唱：關正傑 雷安娜)
13. 驟雨中的陽光 (原唱：曾路得)
14. IQ成熟時 (原唱：蔡楓華)
15. 百萬富翁（柳俊江）
16. 大丈夫 (原唱：關正傑)
17. 鱷魚淚 (原唱：袁麗嫦)
18. 人在江湖 (原唱：關正傑)
19. 龍門陣（林夕、黃偉文、于逸堯）
20. 電視人 (原唱：鍾玲玲)
21. 星仔走天涯
22. 天蠶變 (原唱：關正傑)
23. 浴血太平山 (原唱：葉振棠)
24. 大內群英 (原唱：葉振棠)
25. 關於張國榮
26. American Pie（致敬以此曲參賽出道的張國榮，林夕亦填了幾句粵語歌詞[4]）
27. 追族 (原唱：張國榮)
28. 彩雲深處 (原唱：余安安)
29. 巨星 (原唱：李龍基)
30. 問我 (原唱：陳麗斯)

## 製作群
| - 創作總監：郭啟華、黃耀明 - 統籌：Vicky Ng - 監製：Mark Cheng - 導演：Jeffrey Ng - 製作助理：Mac Cloud - 資料選稿：鄧小樺 - 音樂總監：梁基爵 | - 鍵琴：蔡德才 - 吉他：H - 鼓：Nate Wong - 銅管樂：Atlas Lu、Cheng Lai Ming等 - 舞蹈員：Dee - 舞台概念：阿文 - 設計：Roger Hui - 燈光設計：蔡仲倫 |

## 註腳
1. ↑  亞視前身麗的電視御用作曲及填詞人
2. ↑  4月2日凌晨0時，亞洲電視的免費頻道將停播。
3. ↑  首場主持：林夕﹑黃偉文、于逸堯；次場：卓韻芝、黃修平、黃秋生；尾場：杜汶澤、陳志全、林日曦、ViuTV的袁志偉